# Königsberg (Odenthal)
Königsberg ist ein Ortsteil in Oberodenthal in der Gemeinde Odenthal im Rheinisch-Bergischen Kreis. Er liegt im Scherfbachtal an einer Seitenstraße zur Peter-Hecker-Straße.

## Geschichte
Der Name Königsberg ist entstanden aus König (Cunges, Konrad (Vorname)) und -berg (es lag auf einem Berg und dort am Rande der Flur).
Die erste urkundliche Erwähnung stammt aus einem Register vom 26. September 1659. Darin wird ein Herman ahm Konnigsberg aufgeführt, der hier wohnte und Hand- und Spanndienste zu leisten hatte. 
Während des Spanischen Erbfolgekriegs hatten auch die Odenthaler ihre Beiträge zur Landesverteidigung zu leisten. In diesem Zusammenhang wird unter anderem ein Peter ahm Königsberg aufgelistet. Er hatte 6 Faschinen und 18 Pfähle zu stellen.
Die Topographia Ducatus Montani des Erich Philipp Ploennies, Blatt Amt Miselohe, belegt, dass der Wohnplatz 1715 als drei Höfe kategorisiert wurde und mit Königsberg bezeichnet wurde.
Carl Friedrich von Wiebeking benennt die Hofschaft auf seiner Charte des Herzogthums Berg 1789 als Königsberg. Aus ihr geht hervor, dass Königsberg zu dieser Zeit Teil von Oberodenthal in der Herrschaft Odenthal war.
Unter der französischen Verwaltung zwischen 1806 und 1813 wurde die Herrschaft aufgelöst. Königsberg wurde politisch der Mairie Odenthal im Kanton Bensberg zugeordnet. 1816 wandelten die Preußen die Mairie zur Bürgermeisterei Odenthal im Kreis Mülheim am Rhein. 
Der Ort ist auf der Topographischen Aufnahme der Rheinlande von 1824, auf der Preußischen Uraufnahme von 1840 und ab der Preußischen Neuaufnahme von 1892 auf Messtischblättern regelmäßig als Königsberg verzeichnet. Er ist Teil der katholischen Pfarre Odenthal. 
| Jahr | Einwohner | Wohn- gebäude | Kategorie  |
| ---- | --------- | ------------- | ---------- |
| 1822 | 7         |               | Ackergut   |
| 1830 | 11        |               | Ackergut   |
| 1845 | 6         | 1             | Ackergüter |
| 1871 | 4         | 1             | Hofstelle  |
| 1885 | 5         | 1             | Wohnplatz  |
| 1895 | 4         | 1             | Wohnplatz  |
| 1905 | 8         | 1             | Wohnplatz  |